# Lasioglossum rubripes
Lasioglossum rubripes là một loài Hymenoptera trong họ Halictidae. Loài này được Alfken mô tả khoa học năm 1932.